# Guérin d'Estriché
Isaac-François Guérin d'Estriché (1636 – Parigi, 20 gennaio 1728) è stato un attore teatrale francese.

## Biografia
Debuttò nella compagnia di Philandre nel 1650, passando poi nel 1672 a quella del Marais, che l'anno seguente introdusse gli attori di Molière a causa della scomparsa del grande commediografo.
Il 31 maggio 1677 sposò Armande Béjart, la vedova di Molière, ed entrambi entrarono a far parte della Comédie-Française tre anni più tardi. Interpretò commedie di Molière, tra cui La scuola dei mariti e  Le intellettuali. Dal matrimonio nacque un solo figlio, Nicolas Guérin d'Estriché, che si appassionò anch'egli al teatro completando una pastorale eroica di Molière, Myrtil et Mélicerte. 
Rimasto vedovo nel 1700, fu attivo sulle scene fino al 1717, quando venne colpito da un ictus. Morì ultranovantenne nel 1728. Era sopravvissuto anche al figlio.